# Heraclius av Jerusalem
Heraclius av Jerusalem, född 1128, död 1191, var en katolsk präst i Kungariket Jerusalem.
Heraclius var ärkebiskop av Caesarea 1173–1180 och latinsk patriark av Jerusalem 1180–1191. Han är främst känd för att ha lett försvaret under belägringen av Jerusalem.